# Kabinet-Kekkonen V
Het kabinet–Kekkonen V was de regering van de Republiek Finland van 20 oktober 1954 tot 3 maart 1956.

## Kabinet–Kekkonen V (1954–1956)
| Ambtsbekleder                  | Ambtsbekleder       | Ambtsbekleder                    | Functie(s)                         | Ambtstermijn      | Ambtstermijn      | Partij(en)                    |
| ------------------------------ | ------------------- | -------------------------------- | ---------------------------------- | ----------------- | ----------------- | ----------------------------- |
|                                | Urho Kekkonen       | Urho Kekkonen (1900–1986)        | Premier                            | 20 oktober 1954   | 3 maart 1956      | Centrumpartij                 |
|                                | Väinö Leskinen      | Väinö Leskinen (1917–1972)       | Minister van Binnenlandse Zaken    | 20 oktober 1954   | 30 september 1955 | Sociaal- Democratische Partij |
|                                | Valto Käkelä        | Valto Käkelä (1908–1977)         | Minister van Binnenlandse Zaken    | 30 september 1955 | 3 maart 1956      | Sociaal- Democratische Partij |
|                                | Johannes Virolainen | Johannes Virolainen (1914–2000)  | Minister van Buitenlandse Zaken    | 20 oktober 1954   | 3 maart 1956      | Centrumpartij                 |
|                                | Penna Tervo         | Penna Tervo (1901–1956)          | Minister van Financiën             | 20 oktober 1954   | 26 februari 1956  | Sociaal- Democratische Partij |
|                                |                     |                                  |                                    |                   |                   |                               |
|                                | Aarre Simonen       | Aarre Simonen (1913–1977)        | Minister van Justitie              | 20 oktober 1954   | 6 november 1954   | Sociaal- Democratische Partij |
| Minister van Economische Zaken | Aarre Simonen       | Aarre Simonen (1913–1977)        | 3 maart 1956                       | 20 oktober 1954   |                   | Sociaal- Democratische Partij |
|                                |                     | Weio Henriksson (1903–1973)      | Minister van Justitie              | 6 november 1954   | 3 maart 1956      | Onafhankelijk                 |
|                                | Emil Skog           | Emil Skog (1897–1981)            | Minister van Defensie              | 20 oktober 1954   | 3 maart 1956      | Sociaal- Democratische Partij |
|                                | Onni Peltonen       | Onni Peltonen (1894–1969)        | Minister van Sociale Zaken         | 20 oktober 1954   | 3 maart 1956      | Sociaal- Democratische Partij |
|                                | Kerttu Saalasti     | Kerttu Saalasti (1907–1995)      | Minister van Onderwijs             | 20 oktober 1954   | 3 maart 1956      | Centrumpartij                 |
|                                | Martti Miettunen    | Martti Miettunen (1907–2002)     | Minister van Transport             | 20 oktober 1954   | 3 maart 1956      | Centrumpartij                 |
|                                | Viljami Kalliokoski | Viljami Kalliokoski (1894–1978)  | Minister van Landbouw              | 20 oktober 1954   | 3 maart 1956      | Centrumpartij                 |
| Ministers zonder portefeuille  |                     |                                  |                                    |                   |                   |                               |
| Ambtsbekleder                  | Ambtsbekleder       | Ambtsbekleder                    | Functie(s)                         | Ambtstermijn      | Ambtstermijn      | Partij(en)                    |
|                                | Veikko Vennamo      | Veikko Vennamo (1913–1997)       | Minister voor Belastingzaken       | 20 oktober 1954   | 3 maart 1956      | Centrumpartij                 |
|                                | Tyyne Leivo-Larsson | Tyyne Leivo- Larsson (1902–1977) | Minister voor Maatschappelijk Werk | 20 oktober 1954   | 3 maart 1956      | Sociaal- Democratische Partij |
|                                |                     | Hannes Tiainen (1914–2001)       | Minister voor Openbare Werken      | 20 oktober 1954   | 3 maart 1956      | Sociaal- Democratische Partij |